# Зсув фаз
Зсув фаз — різниця між початковими фазами двох змінних величин, що змінюються в часі періодично з 

З постійною кутовою частотою ω, обертається покажчик довжини û. Фазовий кут φ (t) лінійно зростає з часом. Проєкція покажчика на вісь x - це cos.

однаковою  частотою. Зсув фаз є величиною безрозмірною і може вимірюватися в градусах, радіанах або частках періоду. В  електротехніці, зсув фаз між напругою і струмом визначає коефіцієнт потужності для кіл  змінного струму.
В  радіотехніці широко застосовуються  RC-ланки, що зсувають фазу приблизно на 60 °. Щоби зрушити фазу на 180 ° потрібно увімкнути послідовно три RC-ланки. Застосовується в RC-генераторах.
Наведена у вторинних обмотках трансформатора ЕРС для будь-якої форми струму, збігається за фазою і формою з ЕРС первинної обмотки. У разі протифазного увімкнення обмоток, трансформатор змінює полярність миттєвої напруги на протилежну, а якщо це синусоїдальна напруга, зсуває фазу на 180 °. Застосовується в  генераторі Майснера, тощо.